# Phanaeus splendidulus
Phanaeus splendidulus är en skalbaggsart som beskrevs av Fabricius 1781. Phanaeus splendidulus ingår i släktet Phanaeus och familjen bladhorningar. Inga underarter finns listade i Catalogue of Life.